# Flengi
 Flengi  ( olaszul: Prodani) falu Horvátországban Isztria megyében. Közigazgatásilag Vrsarhoz tartozik.

## Fekvése
Az Isztriai-félsziget nyugati részén, Poreč központjától 9 km-re délkeletre, községközpontjától 5 km-re északkeletre, a Lim-öböltől északre fekvő termékeny vidéken fekszik. Az Isztriát átszelő  21-es számú főútról a Gradina-Flergi-Vrsar úton közelíthető meg.

## Története
Területe már a történelem előtti időben lakott volt, a római korból azonban nem maradtak fenn jelentősebb leletek. A középkorban a kloštari Szent Mihály bencés kolostor birtokaihoz tartozott. A sorozatos háborúk és járványok lakosságát nagyrészt kipusztították. 1541-ben a velencei hatóságok a török hódítás elől menekülő dalmáciai horvátokkal telepítették be. 
1857-ben 160, 1910-ben 218 lakosa volt. Az első világháború következményei nagy politikai változásokta hoztak az Isztrián. 1920-tól 1943-ig az Isztriával együtt olasz uralom alá tartozott. Az olasz kapitulációt (1943. szeptember 8.) követően az Isztria német megszállás alá került, mely 1945-ig tartott. A település végül csak 1945 május elején szabadult fel. A háborút hosszas diplomáciai harc követte Jugoszlávia és Olaszország között az Isztria birtoklásáért. Az 1947-es párizsi békekonferencia Jugoszláviának ítélte, melynek következtében az olasz anyanyelvű lakosság Olaszországba menekült. 1991-óta a független Horvátországhoz tartozik. 2011-ben 154 lakosa volt, többségük mezőgazdaságból (gabona, szóló, olajbogyó) és turizmusból (magánszállások, néhány kocsma és étterem) él.

## Lakosság
| Lakosság változása | Lakosság változása | Lakosság változása | Lakosság változása | Lakosság változása | Lakosság változása | Lakosság változása | Lakosság változása | Lakosság változása | Lakosság változása | Lakosság változása | Lakosság változása | Lakosság változása | Lakosság változása | Lakosság változása | Lakosság változása |
| ------------------ | ------------------ | ------------------ | ------------------ | ------------------ | ------------------ | ------------------ | ------------------ | ------------------ | ------------------ | ------------------ | ------------------ | ------------------ | ------------------ | ------------------ | ------------------ |
| 1857               | 1869               | 1880               | 1890               | 1900               | 1910               | 1921               | 1931               | 1948               | 1953               | 1961               | 1971               | 1981               | 1991               | 2001               | 2011               |
| 160                | 176                | 160                | 158                | 132                | 218                | 286                | 0                  | 219                | 193                | 145                | 87                 | 103                | 132                | 150                | 154                |